# Газзави, Иззат
Иззат Газзави (араб. عزت الغزاوي‎; 1951 — 4 апреля 2003) — палестинский писатель. Родом из Дейр-эль-Гусуна в провинции Тулькарм. Писал о страданиях палестинского народа, искал политического диалога и культурного обмена с израильскими коллегами, неоднократно арестовывался властями Израиля за «политическую деятельность». Профессор Бирзейтского университета, удостоен Сахаровской премии за свободу мысли в 2001 году вместе с израильтянкой Нурит Пелед-Эльханан.
Газзави изучал английскую литературу. Как писатель он проявил себя прежде всего как романист, автор рассказов и критик. Через несколько месяцев после гибели своего 16-летнего сына, застреленного израильскими солдатами на школьном дворе, когда он помогал раненому другу, Газзави вместе с израильским писателем Авраамом Б. Иегошуа опубликовал книгу об отношениях между палестинским и израильским народами с фотографиями итальянца Оливьеро Тоскани. Работа разошлась тиражом более 6 миллионов экземпляров и переведена на несколько языков.
После своего возвращения из ссылки в 1982 году преподавал сравнительное литературоведение в Рамалле. Он стал членом правления Палестинского консультативного совета мира и справедливости. В 1995 году он был удостоен международной премии за свободу слова в Ставангере. В 1997 году Газзави организовал и возглавил первый международный конгресс писателей в Палестине. 